# 中国科学院上海营养与健康研究所
中国科学院上海营养与健康研究所是中华人民共和国的一所营养学研究机构，是中国科学院的直属研究单位。由中国科学院上海生命科学研究院健康科学研究所、营养科学研究所、中国科学院-马克斯·普朗克学会计算生物学伙伴研究所、中国科学院-第二军医大学转化医学研究院、中国科学院上海生命科学信息中心、中国科学院上海实验动物中心等整合而成。